# CIH Bank
Pour les articles homonymes, voir CIH.
CIH Bank (anciennement Crédit Immobilier et Hôtelier) est une banque marocaine basée à Casablanca. Initialement spécialisée dans le financement de l'immobilier et de l'hôtellerie, la banque a élargi son champ d’activité pour devenir un établissement à vocation universelle, proposant une gamme complète de services bancaires aux particuliers et aux entreprises.
CIH Bank est contrôlée par la Caisse de Dépôt et de Gestion (CDG), qui détient 67,55 % de son capital principalement via sa filiale Massira Capital Management.

## Histoire
La banque a été créée en 1920 sous le nom de Caisse de prêts immobiliers du Maroc (CPIM). À la suite de l'extension de son activité au secteur hôtelier en 1967, elle change de nom pour devenir Crédit immobilier et hôtelier.
Le secteur de l’hôtellerie au Maroc, peu capitalisé, fait appel de manière importante au CIH, qui le finance. Les hôtels en situation d’impayés deviennent propriété du CIH .

### Affaire CIH
À la fin des années 1990 éclate l'affaire CIH. La banque est alors au bord de la faillite et aurait servi de caisse noire pendant plusieurs années. La moitié des créances de l’établissement, soit près de 10 milliards de dirhams, sont alors qualifiées de créances pourries. L’affaire judiciaire durera près de vingt ans,.
L'ancien président du CIH entre 1994 et 1998, Moulay Zine Zahidi, fuit le Maroc dans des conditions rocambolesques pour se réfugier en Espagne. Se déclarant victime de l’État marocain, il accorde une interview controversée dans laquelle il affirme avoir reçu l’ordre de prêter à des clients insolvables.
Son prédécesseur à la tête de la banque, Othman Slimani (père de l’écrivaine Leïla Slimani), est également mis en cause. Il fait de la prison avant d’être ensuite innocenté. L’écrivaine témoigne :

« Il a été mis dehors quand j’avais 13 ans (en 1993, NDLR) et n’a plus jamais retravaillé. Il s’est retrouvé au cœur d’un scandale de détournement de fonds. Ça a été une longue descente aux enfers. Il n’a jamais voulu fuir le Maroc parce qu’il se savait innocent. Il a été incarcéré alors que j’avais 21 ans. Il est mort en sortant de prison. Quelques années après, il a été entièrement innocenté, à titre posthume. C’était une erreur judiciaire, il avait servi de bouc émissaire. Cela a bouleversé notre vie. »

### Période récente
À la suite d’une période marquée par des difficultés d’image et de gouvernance, CIH Bank connaît une phase de redressement sous la direction d’Ahmed Rahhou, qui en assure la présidence entre 2009 et 2019.
Durant cette période, l’établissement se désengage du secteur hôtelier par la cession de sept unités hôtelières et opère une transformation stratégique pour devenir une banque à vocation universelle. Ce repositionnement permet à CIH Bank de s’imposer progressivement comme l’un des acteurs les plus dynamiques du secteur bancaire marocain.
En 2023, la banque devient le premier établissement bancaire au Maroc à intégrer les solutions de paiement sans contact Apple Pay et Google Pay.

## Actionnariat
CIH Bank est principalement détenue par Massira Capital Management, filiale de la Caisse de Dépôt et de Gestion (CDG), qui en possède 55,66 % du capital. Les autres actionnaires notables sont le groupe Holmarcom (11,73 %), la CDG elle-même (6,69 %) et le RCAR (5,21 %). Le reste du capital, soit 16,37 %, est constitué de flottant en bourse.

### Conseil d'administration
En décembre 2021, le conseil d'administration du CIH se compose ainsi : 
| Nom                     | Statut                               | Description                                                        |
| ----------------------- | ------------------------------------ | ------------------------------------------------------------------ |
| Lotfi Sekkat            | Président du Conseil de surveillance | PDG du CIH                                                         |
| Abdellatif Zeghoun      | Administrateur                       | Représentant de la CDG Directeur de la CDG                         |
| Meriam Mechahouri       | Administrateur                       | Représentante de la CDG via Messira Capital Management             |
| Latifa Echihabi         | Administrateur                       | Représentante de la CDG Secrétaire Générale de la CDG              |
| Khalid el Hattabi       | Administrateur                       | Représentant de la CDG Directeur de la division finance de la CDG  |
| Mustapha Lahboubi       | Administrateur                       | Représentant de la CDG Directeur de la stratégie au sein de la CDG |
| Karim Chiouar           | Administrateur                       | Représentant de Holmarcom Directeur exécutif de Holmarcom          |
| Mohamed Hassan Bensalah | Administrateur                       | Représentant de Holmarcom Dirigeant de Holmarcom                   |
| Khalid Cheddadi         | Administrateur indépendant           | Directeur de la CIMR                                               |
| Ahmed Reda Chami        | Administrateur indépendant           | Président du Conseil Économique, Social et Environnemental         |
| Amina Benkhadra         | Administratrice indépendante         | Directrice de l'ONHYM                                              |
| Dayae Oudghiri          | Administratrice indépendante         | Présidente de la Société Fulgurans                                 |

## Présidents successifs
- Othman Slimani (de 1979 à 1993)
- Moulay Zine Zahidi Alaoui (de 1994 à 1998)
- Abdelouahed Souhaïl (de 1998 à 2001)
- Khalid Alioua[14] (du 21 juillet 2004 au 24 avril 2009)
- Ali Harraj (Intérim)
- Ahmed Rahhou[15] (du 6 octobre 2009 au 4 juin 2019 )
- Lotfi Sekkat (depuis le 4 juin 2019 )